# Brests voblast
Brests voblast är ett voblast (ungefär motsvarande ett län) i sydvästra Belarus med staden Brest som huvudort. Det gränsar till de polska vojvodskapen Podlasien och Lublin i väst, Rivne oblast i Ukraina i söder, samt de belarusiska länen Hrodna voblast och Minsks voblast i norr och Homels voblast i öst. Området har en areal på 32 300 km², vilket motsvarar 15,7 procent av Belarus totala yta.

## Historia
Länet kallas ofta Belarus västra port. Geografiskt tillhör Brests voblast området Polesien och tillhörde den Andra polska republiken från 1921 till 1939. Efter Polsk-sovjetiska kriget 1939 införlivades området med Vitryska SSR. 
Provinsen drabbades hårt av den tyska ockupationen 1941-1944 och i stort sett hela den judiska befolkningen mördades på plats av tyska Einsatzgruppen.
Efter Sovjetunionens seger över Tyskland i andra världskriget bekräftades införlivandet av området med Vitryska SSR.

## Orter i Brests voblast
Belarusiska namn inom parentes
- Brest (Брэст)
- Baranavitjy (Баранавiчы)
- Pinsk (Пінск)
- Kobryn (Ко́брын, Кобрынь)
- Bjaroza (Бяро́за, Бяроза-Карту́ская)
- Ivatsevitjy (Івацэвічы)
- Luninets (Лунінец)
- Pruzjany (Пружаны)
- Ivanava/Janaŭ (Іванава/Янаў)
- Drahitjyn (Драгічын)
- Hantsavitjy (Ганцавічы)
- Mikasjevitjy (Мікашэвічы)
- Belaaziorsk (Белаазёрск)
- Zjabinka (Жабінка)
- Stolin (Столін)
- Ljachavitjy (Ляхавічы)
- Malaryta (Маларыта)
- Kamjanets (Камянец)
- Davyd-Haradok (Давыд-Гарадок)
- Vysokaje (Высокае)
- Kosava (Косава)